# (151430) Nemunas
(151430) Nemunas est un astéroïde de la ceinture principale.

## Description
(151430) Nemunas est un astéroïde de la ceinture principale. Il fut découvert le 16 mars 2002 à Moletai par Kazimieras Černis et Justas Zdanavičius. Il présente une orbite caractérisée par un demi-grand axe de 3,07 UA, une excentricité de 0,10 et une inclinaison de 2,7° par rapport à l'écliptique.

## Compléments